# Amiserica
Amiserica är ett släkte av skalbaggar. Amiserica ingår i familjen Melolonthidae.

## Dottertaxa tillAmiserica, i alfabetisk ordning[1]
- Amiserica argentata
- Amiserica babai
- Amiserica breviflabellata
- Amiserica chiangdaoensis
- Amiserica costulata
- Amiserica flavolucida
- Amiserica insperata
- Amiserica krausei
- Amiserica langbianensis
- Amiserica lii
- Amiserica loi
- Amiserica longiflabellata
- Amiserica malickyi
- Amiserica manipurensis
- Amiserica mawphlangensis
- Amiserica nanensis
- Amiserica nokrekensis
- Amiserica omeiensis
- Amiserica pardalis
- Amiserica patibilis
- Amiserica recurva
- Amiserica rejseki
- Amiserica rufidula
- Amiserica schoedli
- Amiserica semipunctata
- Amiserica shizumui
- Amiserica similissima
- Amiserica sparsesetosa
- Amiserica surda
- Amiserica taplejungensis